# Rostblåsmyg
Rostblåsmyg (Clytomyias insignis) är en fågel i familjen blåsmygar inom ordningen tättingar.

## Utseende och läte
Rostblåsmyg är en liten tätting med en lång stjärt som hålls rest. Den har rostfärgad hjässa, ljus undersida och mattbrun rygg, med mer rostbrunt på vingar och stjärt: Lätet består av en serie ljusa tjippande toner och "seeep!".

## Utbredning och systematik
Rostblåsmyg placeras som enda art i släktet Clytomyias. Den delas in i två underarter:
- Clytomyias insignis insignis – förekommer på nordvästra Nya Guinea i bergstrakter på Vogelkophalvön
- Clytomyias insignis oorti - förekommer på Nya Guinea

## Levnadssätt
Rostblåsmygen är en sällsynt fågel i buskområden i bergsbelägen skog. 

## Status och hot
Arten har ett stort utbredningsområde, men tros minska i antal, dock inte tillräckligt kraftigt för att den ska betraktas som hotad. Internationella naturvårdsunionen IUCN listar arten som livskraftig (LC).